# Sứ giả địa ngục
Petch Tud Petch (tên tiếng Thái: เพชรตัดเพชร, tên tiếng Việt: Sứ giả địa ngục) là bộ phim truyền hình Thái Lan phát sóng vào năm 2016. Phim phát sóng trên kênh Channel 7 (CH7) với sự tham gia của Sukollawat Kanarot, Mick Tongraya, Usamanee Vaithayanon. Phim remake lại từ phiên bản cùng tên năm 2001.

## Nội dung
Chat, chàng trai tài giỏi yêu chính nghĩa bị trở thành mục tiêu truy đuổi của Yot, kẻ luôn tràn ngập tham vọng xấu xa. Cả hai sau khi bị biến thành những kẻ đã chết đã được đưa về huấn luyện để trở thành những Sứ giả địa ngục, sát thủ của tổ chức Quạ địa ngục. Đứng đầu tổ chức này là Madam Louis, có mục tiêu thay đổi toàn bộ đất nước Thái Lan để trở thành đất nước quyền lực nhất ở Châu Á. Chat trốn khỏi đảo Ika, căn cứ bí mật của Quạ địa ngục và gặp được Pailu, cô gái xinh đẹp con lai Hongkong Thái Lan, đồng thời cũng là điệp viên của tổ chức KCAS. Đây là một tổ chức bí mật của chính phủ chịu trách nhiệm giải quyết những âm mưu phá hoại đất nước... Chat và Yot Từ hai kẻ luôn rượt đuổi nhau bây giờ phải hợp tác với nhau để phá hủy tổ chức Quạ địa ngục với đầy rẫy những sát thủ nguy hiểm. Đây chính là sự hy sinh để bảo vệ đất nước và bảo vệ người mình yêu, đồng thời tìm ra chân tướng của tổ chức Quạ địa ngục có liên quan trực tiếp tới xuất thân của Chat.

## Diễn viên
| Nhân vật                | Diễn viên                                       |
| ----------------------- | ----------------------------------------------- |
| Trung úy Sakchai / Chot | Sukollawat Kanarot                              |
| Yot                     | Mick Tongraya                                   |
| Bai Lu                  | Usamanee Vaithayanon                            |
| Ratsamee                | Korkwan Restall                                 |
| Madam Lui               | Natrika Thampridanant Athichanan Srisevok (trẻ) |
| Trai                    | Nutthawat Plengsiriwat                          |
| Thana                   | Poonphat Attapanyapol                           |
| Cảnh sát Manop          | Krisada Supapprom                               |
| Chen Long               | Atirutt Singhaaumpol                            |
| Đại tá Cherdsak         | Athiwad Sanidwong Na Ayoodthayaa                |
| Peggy                   | Phakhomon Sathirabut                            |
| Angie                   | Kanissarin Patcharapakdeechot                   |
| Fidenlo                 | Lek Aisoon                                      |
| Cheng                   | Rattanaballang Tohssawat                        |
| Saensak                 | Akarat Chuasirisuksakul                         |
| Dr. Yamada              | Daisuke Tsukikawa                               |
| Pin                     | Rinyarat Watchararojsiri                        |
| Bà ngoại                | Nam-Nguen Boonnak                               |
| ?                       | Panatda Komaratat                               |
| Fei                     | Virat Kemgrad                                   |
| Jon                     | Nerun Srisan                                    |
| Wat                     | Tanawich Wongsuwan                              |
| Rut                     | Winai Wiangyangkung                             |
| Billy                   | Thavorn Tonaphan                                |
| Ron                     | Suphot Satat                                    |
| Lhong                   | Nopparat Thongridsuk                            |
| Hia                     | Chalerm Yamchamang                              |
| Jessie                  | Patharawarin Timkul                             |
| Oni                     | Sukollawat Kanarot                              |

## Ca khúc nhạc phim
- เพชรตัดเพชร / Petch Tud Petch - Sukollawat Kanarot ft Mick Tongraya

## Rating
| Tập        | Rating |
| ---------- | ------ |
| 1          | 7.6    |
| 2          | 7.6    |
| 3          | 8.4    |
| 4          | 4.6    |
| 5          | 4.75   |
| 6          | 4.4    |
| 7          | 4.8    |
| 8          | 6.0    |
| 9          | 5.9    |
| 10         | 6.2    |
| 11         | 4.9    |
| 12         | 4.2    |
| 13         | 5.5    |
| 14         | 7.3    |
| 15         | 8.0    |
| 16         | 8.6    |
| Trung bình | 6.17   |